# Sosna Merkusa
Sosna Merkusa (Pinus merkusii Jung. et de Vriese) – gatunek drzewa iglastego z rodziny sosnowatych (Pinaceae). Występuje w  Indonezji (północna i centralna Sumatra), Filipinach (wyspa Mindoro, góry Zambales na zachodzie Luzon), Laosie, Wietnamie, Kambodży i Malezji. W Wietnamie naturalne stanowiska znajdują się głównie w prowincjach: Lâm Đồng, Ninh Thuận, Khánh Hòa, Gia Lai i Kon Tum. Naturalne lasy w innych wietnamskich prowincjach zastąpione zostały lasami gospodarczymi lub plantacjami. Gatunek introdukowany do Tajlandii. 
Sosna Merkusa jest jedynym przedstawicielem rodziny sosnowatych (Pinaceae), którego naturalny zasięg występowania przekracza równik, sięgając na Sumatrze szerokości geograficznej 2° 10' S.

## Morfologia
PokrójŚrednie lub wysokie drzewo o luźnej koronie i nieregularnie rozmieszczonych gałęziach. Korona zmienia się z wiekiem ze stożkowatej w zaokrągloną.
PieńPojedynczy, prosty, osiąga do 30–50(70) m (do 30 m w Wietnamie) wysokości i 60–80 cm średnicy. Kora gruba, szarobrązowa do czerwonobrązowej, głęboko podłużnie spękana, w górnej części korony cienka i łuskowata. Na niektórych wyżej położonych obszarach (Sumatra) kora całych drzew cienka.
GałęzieMłode gałązki omszone.
PąkiCiemnobrązowe, długie i wąskie. Łuski szydlaste, zachodzące na siebie, na brzegu białawe.
LiścieRównowąskie igły wyrastają po 2 na krótkopędach. Igły ciemnozielone, smukłe i sztywne, na końcu nagle zaostrzone, o długości 15–25 cm i szerokości 0,5–1 mm. Pochewki liściowe długości do 2 cm, trwałe.
SzyszkiSzyszki nasienne wyrastają pojedynczo lub w parach, wąskojajowate, o długości 4,5–9(11) cm (8–13 cm, 6–13) i średnicy 3–4 cm. Są połyskująco czerwono-brązowe. Łuski nasienne duże i o szerokiej, trójkątnej apofyzie. Nasiona małe, owalne, delikatnie spłaszczone, o średnicy ok. 6 mm, blado czerwonobrązowe, ze skrzydełkiem o długości do 2 cm i szerokości ok. 6 mm.
Gatunki podobnePinus latteri, można ją odróżnić po dłuższych (do 27 cm) i szerszych (ponad 1 mm) igłach oraz większych szyszkach z grubszymi łuskami. Wytwarza także formę trawiastą w początkowej fazie wzrostu, niespotykaną u sosny Merkusa.

## Biologia i ekologia
Dwie wiązki przewodzące w liściu. Pochewki liściowe trwałe. Liście pozostają na drzewie przez 2 lata. Kwitnie od maja do czerwca. Nasiona dojrzewają w październiku/listopadzie kolejnego roku. Dojrzałe szyszki nasienne otwierają się uwalniając nasiona i pozostają na drzewie. 
Młode drzewka przez pierwsze 5 lat rosną powoli, potem raczej szybko. 
Gatunek o niewielkich wymaganiach, toleruje susze i wysokie temperatury. Gruba kora chroni drzewa przed pożarami lasu. Siewki na terenach, na których pożary występują często mogą wykształcać formę trawiastą. Niektóre populacje żyjące na obszarach wyżej położonych, gdzie pożary lasu są rzadkie, mają cieńszą korę. 
Gatunek rośnie na wysokościach (0)800–2000 m n.p.m. Tworzy lasy czystogatunkowe lub mieszane z drzewami liściastymi (np. Dipterocarpus obtusifolius). Na większych wysokościach, w obrębie nakładających się zasięgów, towarzyszy mu Pinus kesiya. 

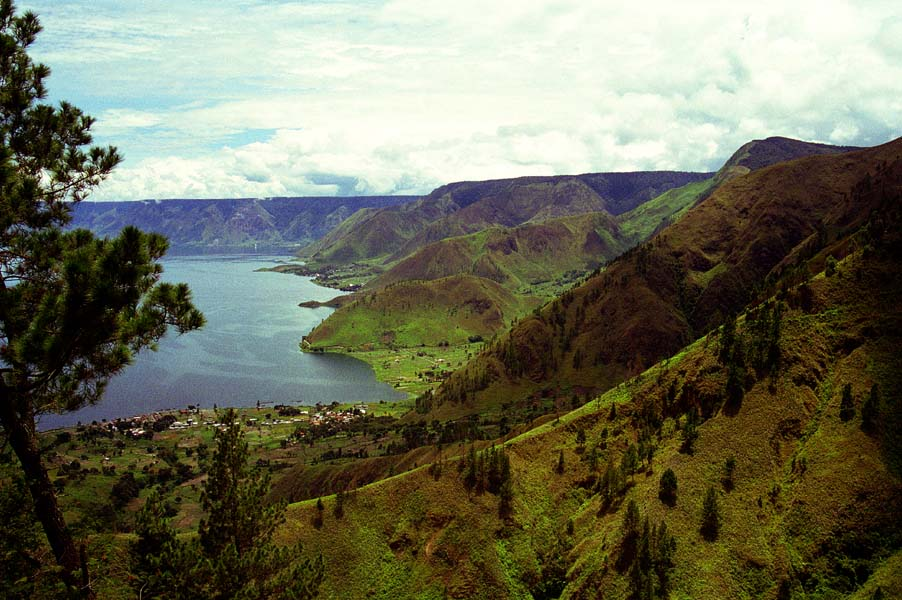
Sosna Merkusa (po lewej) nad jeziorem Toba, Sumatra, Indonezja

## Systematyka i zmienność
Synonimy: P. merkiana Gordon, P. sumatrana Junghuhn (Farjon 1984), P. finlaysoniana Wall. ex Blume 1847 (Farjon 1998).
Pozycja gatunku w obrębie rodzaju Pinus:
- podrodzaj Pinus
  - sekcja Pinus
    - podsekcja Pinus
      - gatunek P. merkusii

Pinus latteri Mason była wcześniej powszechnie traktowana jako synonim P. merkusii, jej podgatunek (P. merkusii subsp. latteri (Mason) D.Z.Li) lub odmiana (np. P. merkusii var. latteri (Mason) Silba), obecnie uznana za odrębny gatunek. 

## Zagrożenia
Międzynarodowa organizacja IUCN umieściła ten gatunek w Czerwonej księdze gatunków zagrożonych, przyznając mu kategorię zagrożenia VU (Vulnerable). 
Źródłem zagrożenia na Filipinach była intensywna eksploatacja drzewostanów, co doprowadziło do znacznej redukcji stanowisk sosny Merkusa. Na Sumatrze drewno jest nadal pozyskiwane, jednak nie stanowi to dużego zagrożenia dla tamtejszych populacji.

## Zastosowanie
Drewno pozyskiwane na opał i jako surowiec ogólnobudowlany. W północnym Wietnamie gatunek nasadzany na wzgórzach, w celu ochrony terenu przed deformacją i erozją gleby.